# Comune urbano di Vilnius
Il comune urbano di Vilnius è uno dei 60 comuni (o municipalità) della Lituania, situato al centro della Contea di Vilnius, a sua volta inclusa quasi interamente nella regione storica della Dzūkija.
La municipalità di Vilnius è suddivisa in 21 distretti urbani (in lituano seniūnijos):

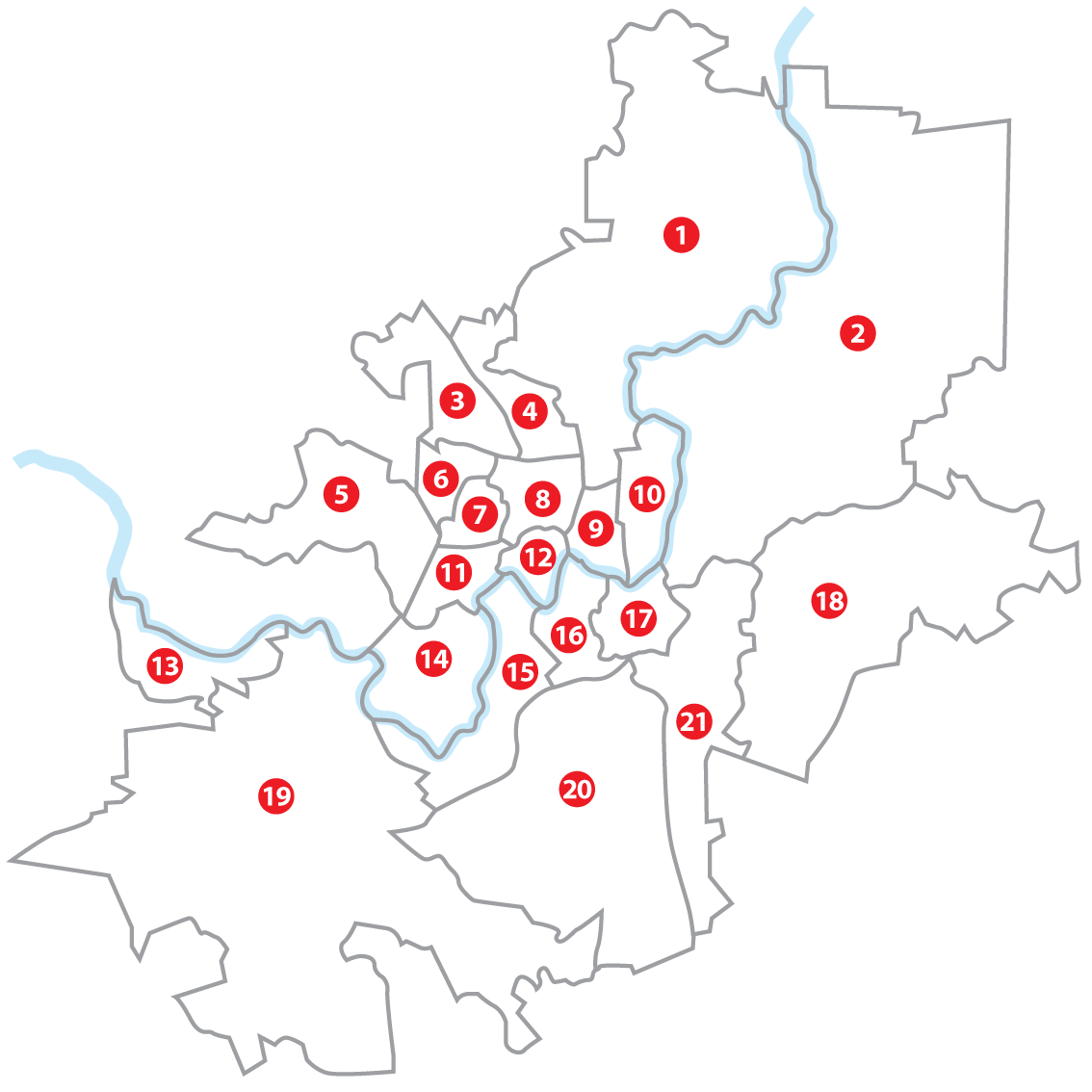
Mappa dei distretti municipali del Comune urbano di Vilnius. I numeri sulla mappa corrispondono coi numeri della lista

1. Verkiai
2. Antakalnis
3. Pašilaičiai
4. Fabijoniškės
5. Pilaitė
6. Justiniškės
7. Viršuliškės
8. Šeškinė
9. Šnipiškės
10. Žirmūnai
11. Karoliniškės
12. Žvėrynas
13. Grigiškės
14. Lazdynai
15. Vilkpėdė
16. Naujamiestis
17. Senamiestis (Centro storico)
18. Naujoji Vilnia
19. Paneriai
20. Naujininkai
21. Rasos